# عشتار للطيران
عشتار للطيران شركة طيران مقرها إمارة دبي، على الرغم من أنها كانت شركة طيران عراقية خاصة تختص بنقل الركاب، فيد كانت وجهات السفر التي تعمل عليها مطار بغداد الدولي ومطار دبي الدولي فقط
كان مقر شركة عشتار للطيران يقع في ديرة (دبي)، إمارة دبي، الإمارات العربية المتحدة.

## تاريخياً
تأسست الشركة في آذار (مارس) عام 2005 على يد طيارين سابقين في الخطوط الجوية العراقية.
بدأت عمليات التشغيل في تشرين الثاني (أكتوبر) 2009، ويبدو أن عمليات الشركة قد أوقفت تماماً الآن.

## الوجهات

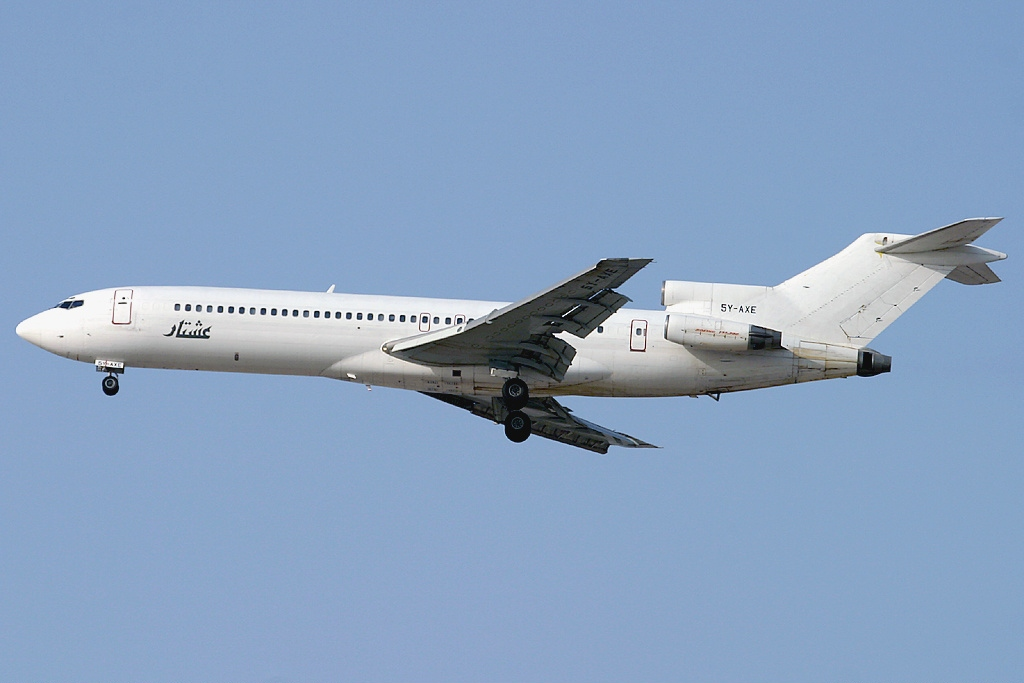
طائرة بوينغ 727 تابعة لعشتار للطيران تهبط في مطار دبي الدولي

كانت شركة عشتار للطيران تجدول خدمات نقل الركاب المنتظمة إلى الوجهات التالية كما في تموز (يوليو) 2007:
 العراق
- بغداد - مطار بغداد الدولي قاعدة

 الإمارات العربية المتحدة
- إمارة دبي - مطار دبي الدولي قاعدة

وهي تخطط لتوسع عملياتها لتشمل وجهات في أوروبا والشرق الأوسط.

## الأسطول
يتضمن أسطول شركة عشتار للطيران الطائرات التالية كما في تشرين الثاني (أكتوبر) 2009:
| نوع الطائرة | العدد الإجمالي | ملاحظات |
| ----------- | -------------- | ------- |
| بوينغ 727   | 1              |         |

### سابقاً
قبل وقت العمليات، كانت عشتار للطيران تشغّل الطائرة التالية:
| نوع الطائرة | العدد الإجمالي | ملاحظات                                                |
| ----------- | -------------- | ------------------------------------------------------ |
| بوينغ 737   | 2              | 1 مؤجرة من دولفين إير 1 بيعت لـ الخطوط الجوية العراقية |